# Francisco Xabier Chimeno Inza
Francisco Xabier Chimeno Inza, també conegut pel nom de guerra «Zapelaitz», (Sant Sebastià, 7 de maig de 1972) és un activista polític basc, exmembre del komando Txomin Iturbe de l'organització armada Euskadi Ta Askatasuna (ETA). Fou empresonat durant 24 anys per tinença d'explosius i temptativa d'homicidi contra el rei Joan Carles I d'Espanya a Palma l'any 1995.

## Trajectòria
Chimeno nasqué el 7 de maig de 1972 a la localitat guipuscoana de Sant Sebastià. Les autoritats espanyoles li atribuïren la participació en tres atemptats, en grau de comissió o temptativa o comissió. El 16 de desembre de 1993, al municipi aragonès d'Ayerbe, es localitzà una bomba de 16 kg. d'amosal, que no arribà a esclatar, davant de la Caserna de la Guàrdia Civil. El 10 de gener de 1994 a Sant Sebastià es localitzà una bomba sota el vehicle d'un presumpte traficant de drogues, que s'aconseguí desactivar. El 20 de gener de 1994 a Pamplona esclatà una bomba en una paperera que ferí lleument a dos policies espanyols i un de local. Finalment, el 8 d'abril de 1994, foren localitzats explosius, detonadors i diversos documents en el pis de Burlada on residia.
El 10 d'agost de 1995 fou detingut a Hendaia, juntament amb Maria Luz Bella Bringas, Juan Carlos Esteve Paz i Serafín Blanco, per la seva relació amb la cèl·lula armada que intentà assassinar al rei Joan Carles I d'Espanya aquell mateix estiu a Palma. El 26 de maig 1997 el Tribunal Correccional de París el condemnà a sis anys de presó. Després de complir-ne'n cinc, fou extradit a Madrid en un avió d'Air France i posat a disposició de l'Audiència Nacional. Dies després fou condemnat a 30 anys de presó per tinença d'explosius i temptativa d'homicidi. El 13 de setembre de 2000 ingressà a presó amb sentència ferma. El novembre de 2018 fou traslladat del Centre Penitenciari Alacant II al Centre Penitenciari de Burgos, on hi romangué fins al 4 de gener de 2020, dia del seu alliberament després de passar un total de 24 anys empresonat.